# إنيا
إنيا  Enya (اسمها الأصلي باللغة الإيرلندية إنية باتريكيا ني فرينان (Eithne Patricia Ní Bhraonáin) ولدت في 17 مايو، 1961 في كويدور، مقاطعة دونيجال، واسمها الإنجليزي إنيا برينان Enya Brennan) هي مغنية، عازفة موسيقية وملحنة من أيرلندا. بدأت مسيرتها الموسيقية في 1980 عندما انضمت مع فرقة عائلتها كلاناد، قبل أن تتركهم لتلحق مسيرة فردية. ألبوم « واترمارك » (علامة مائية رقمية) الخاص بها، والذي تم إطلاقه في 1988، دفع بها إلى الشهرة العالمية، وأصبحت تعرف بصوتها الغير عادي، كما تميزت باختلاف طبقات الصوت، والأغاني الشعبية، والخلفيات المركبة، وأصداء أثيرية.
استمرت بالتمتع بنجاح ثابت خلال الـتسعينيات، في حين أن ألبومها لسنة 2000 « آ داي ويثأوت راين » (A Day Without Rain؛ "في يوم دون المطر") حققت مبيعات قياسية هائلة (15 مليون) ، عرفت إنيا في 2001 كأكثر الفنانات الإناث مبيعاً للألبومات في أيرلندا ورسمياً ثاني أكبر الصادرات الموسيقية في البلاد، من بعد فرقة U2 (يوتو)، ولها مبيعات قياسية بلغت 75 مليون دولار اعتباراً من عام 2008. عملها جعلها تحصل من بين الأمور الأخرى على ترشيح لجائزة الأوسكار وهي معروفة بأنها تغني بعشر لغات مختلفة خلال مسيرتها حتى الآن.
الاسم « إنيا » (Enya) هو تدوين كرشنة تقريبي لكيفية لفظ الاسم « إثني » (Eithne) في لغة إنيا الوطنية التي هي الأيرلندية، في لهجة مقاطعة دونيجال.

## قائمة ألبومات إنيا
1. إنيا (Enya - 1987)
2. واترمارك (Watermark - 1988)
3. شيفيرد مونز (Shepherd Moons - 1991)
4. ذا كلتس (The Celts - 1992)
5. ذا ميموري أوف تريز (The Memory of Trees - 1995)
6. بينت ذا سكاي ويث ستارز (Paint the Sky with Stars - 1997)
7. أه داي ويثأوت راين (A Day Without Rain - 2000)
8. آمارانتين (Amarantine - 2005)
9. أند وينتر كايم... (And Winter Came... - 2008)
10. ذا فاري بيست أوف إنيا (The Very Best of Enya - 2009)
11. دارك سكاي آيلاند (2015 - Dark Sky Island)